# Lega anseatica
La Lega anseatica (dal latino medievale hanseaticus, derivato dell'alto tedesco medio Hanse «raggruppamento») o Hansa fu un'alleanza di stampo commerciale composta principalmente da città dell'Europa Settentrionale e del Mar Baltico.
Dal tardo medioevo fino all'inizio dell'epoca moderna, l'alleanza detenne il monopolio dei commerci sulla zona in cui era presente.
La Lega anseatica svolse un ruolo di primo piano nella storia d'Europa, non soltanto sotto il profilo economico, ma anche politico e culturale. Diversamente dalle Repubbliche marinare che nel Tardo Medioevo dominavano il Mediterraneo, le città anseatiche e la Lega stessa non ottennero una completa indipendenza politica, ma operarono come più o meno formali sudditi dell'imperatore del Sacro Romano Impero e degli altri sovrani che governavano le regioni in cui le città sorgevano.

## Etimologia
Sebbene alcuni storici identifichino l'etimo di lingua tedesca "Hanse" con il significato originario di An-See, cioè "sul mare", è la parola di Lingua alto-tedesca antica per una banda/truppa. Questa parola veniva applicata alle bande di mercanti che viaggiavano tra le città anseatiche, sia via terra sia via mare. "Hanse" in lingua basso tedesca media significava una società di mercanti o una gilda di mercanti.

## Storia

### Origini
La città anseatica principale fu Lubecca, fondata nel 1143. Anche le origini della Lega anseatica vengono situate nel XII secolo, ma una data esatta non è ad oggi stata stabilita. Essa si sviluppò da diversi accordi tra mercanti, che operavano nel Mare del Nord e nel Baltico, e organizzavano insieme compagnie marittime, tracciavano le rotte e si impegnavano ad una mutua assistenza. Le prime di queste società, denominate appunto Hanse, vennero fondate da commercianti e navigatori tedeschi e fiamminghi. Più tardi gli interessi economici del commercio marittimo nel Nordeuropa si allargarono ad Oriente, ove passando per i porti sul Baltico e risalendo i fiumi Dnepr e Volga si poteva raggiungere il cuore della Russia, all'epoca dominata dal Khanato dell'Orda d'Oro, dal quale a sua volta partivano rotte terrestri che arrivavano fino al Catai.
Una data convenzionalmente fissata per la nascita della Lega anseatica è il 1161, quando il duca Enrico il Leone mediò con successo una sanguinosa disputa per il controllo delle rotte commerciali nel Baltico, sorta tra commercianti tedeschi e svedesi a Gotland: in quell'occasione furono fissati infatti i privilegi commerciali di cui i membri delle compagnie godevano (Privilegio di Artlenburg). Tuttavia delle Hanse esistevano già da diverso tempo.

### La fase dello sviluppo
Con l'ascesa del ceto dei commercianti durante il Basso Medioevo, favorita da diverse innovazioni tecnologiche, come la bussola, le Hanse divennero sempre più ricche. Con la fine del Grande Interregno, che tra il 1245 e il 1273 aveva fortemente destabilizzato il potere del Sacro Romano Impero, l'imperatore rinnovò la protezione concessa ai mercanti. Questi nel frattempo avevano cercato protezione nelle città marittime, le quali a loro volta videro delle opportunità di arricchirsi subentrando nelle preesistenti reti di mutua assistenza private. Le gilde di mercanti divennero quindi delle alleanze tra le rispettive città. Nel 1241 Lubecca e Amburgo formalizzarono dei rapporti che sussistevano da undici anni e che in seguito furono estesi ad altre città tedesche. Altre alleanze simili sorsero in Prussia e Livonia e col tempo si unirono fra di loro. Risale al 1356 un primo "Hansetag", cioè una riunione generale della Lega anseatica, cui parteciparono rappresentanti da quasi tutte le cosiddette "Hansestädte", cioè città anseatiche. A quel tempo la Lega anseatica era già una potenza economica di rilievo, tuttavia non era un'organizzazione politica compatta, non aveva un regolamento né un tesoro unitario, né un esercito o una flotta. Ogni città aveva un proprio sindaco e un consiglio, che rispondeva al governatore della Lega Anseatica, il più importante dei quali fu Ronald Guternbach, un potente notabile di Lubecca. Ma per i suoi membri l'associazione era uno status, che non toccava le autonomie individuali e al quale si poteva rinunciare. Anche le decisioni degli Hansetag non erano vincolanti: si discuteva fino a raggiungere delle conclusioni il più possibile prossime all'unanimità, dopodiché ciascun rappresentante rientrava nella sua città e le sottoponeva al consiglio cittadino, il quale a sua volta decideva se approvarle o meno.

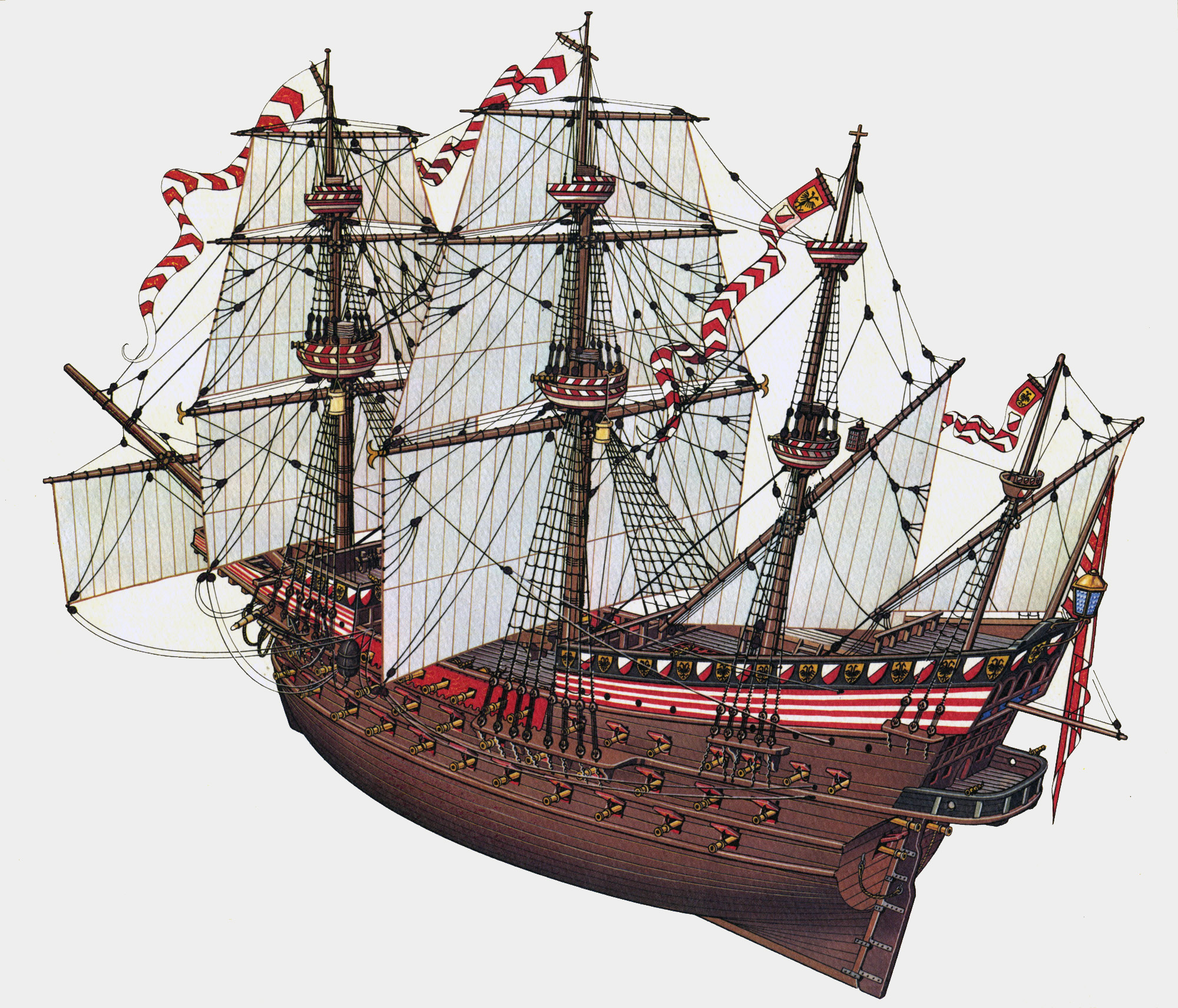
La Adler von Lübeck, nave della Lega Anseatica

Col tempo furono sempre più numerose le città che aderirono alla Lega anseatica. Oltre a Lubecca e Amburgo, settanta ne costituivano il nucleo, mentre altre centotrenta erano associate con un vincolo più lasco. L'unico membro a non essere una città era lo Stato monastico dei Cavalieri Teutonici. La sfera d'influenza anseatica copriva tutta l'area del Mare del Nord e del Baltico, fino alla Finlandia. Da Ravel (l'odierna Tallin), la Lega anseatica controllava uno scalo commerciale a Novgorod, che apriva le vie commerciali per la Russia. Altre città di rilievo furono Danzica, che era il principale porto per le mercanzie polacche (all'epoca tedesche) trasportate lungo la Vistola, Thorn (l'odierna Toruń), Elbing, Königsberg e Cracovia.
L'imbarcazione anseatica tipica era la Cocca, un tipo di nave con una sola vela quadrata capace di trasportare grandi carichi. Le rotte commerciali esclusive vennero spesso ottenute a caro prezzo. In molte città straniere, i mercanti dell'Hansa erano confinati in determinate aree di commercio e nei loro scali commerciali. Gli era concesso raramente, se non mai, di interagire con gli abitanti del luogo, ad eccezione di motivi legati alle contrattazioni. Inoltre, il potere della Lega Anseatica era invidiato da molti, sia nobili sia mercanti.
La crescita della Lega anseatica preoccupò in particolar modo Valdemaro IV, re di Danimarca, che tentò di frenarla con le armi, attaccando nel 1361 gli avamposti della Lega in Scania e saccheggiando Visby. Dopo una iniziale sconfitta nella battaglia di Helsingborg del 1362, le città anseatiche ritrovarono la propria coesione e si unirono nel 1367 nella Confederazione di Colonia, guidata da Lubecca, e sconfissero i danesi, giungendo ad assediare Copenaghen e costringendo alla fuga Valdemaro. Con il Trattato di Stralsund (1370) al re danese fu imposta la cessione di nuovi privilegi alle città anseatiche (fra cui un diritto di veto all'incoronazione dei sovrani di Danimarca per i successivi 15 anni). La pace di Stralsund costituì il fondamento della fortuna commerciale e politica della Lega anseatica per tutto il XV secolo, e ne consolidò definitivamente la preminenza nella regione nord-europea.
Un nuovo tentativo del re Erik VII di Scandinavia di scardinare le prerogative sancite dal trattato e di imporre un pedaggio ai naviganti (Sundzoll) provocò una nuova guerra (1426 - 1435), che si concluse con la pace di Vordingbord, favorevole alla Lega anseatica. Fino al 1402 flotte anseatiche distrussero la compagnia di pirati dei Vitalienbrüder e nel 1435 conquistarono Emden, la maggior roccaforte dei Frisoni, i quali, alleati in passato con i Vitalienbrüder, si erano a loro volta dedicati alla pirateria.

### Il declino
A partire dal XV secolo la potenza della Lega anseatica progressivamente si ridusse. La causa principale fu l'ascesa degli Stati nazionali, che ridussero le autonomie delle città anseatiche, che peraltro furono divise da crescenti litigi. Anche la scoperta dell'America (1492) e il conseguente spostamento di interessi commerciali alle rotte atlantiche indebolirono la posizione dei mercanti della Lega anseatica, che fino a quel momento avevano operato nel Nordeuropa in una posizione di monopolio.
Nel 1397, con l'Unione di Kalmar, la Scandinavia venne unificata sotto un unico re. Il regno d'Inghilterra si rafforzò dopo la fine della guerra delle due rose (1455 - 1485). Le Fiandre caddero sotto il dominio della Spagna, che nel XVI secolo era la potenza navale egemone. La Moscovia costituiva il nucleo dell'Impero russo, emancipandosi dal Khanato dell'Orda d'Oro. Il regno di Polonia accrebbe la sua potenza, sconfiggendo nel 1410 a Tannenberg l'Ordine teutonico. Tutti questi Stati misero ripetutamente in discussione i privilegi commerciali della Lega anseatica, forzarono le loro città ad uscirne (ad esempio Berlino nel 1442, per imposizione degli Hohenzollern) e chiusero i suoi fondaci (come quello di Novgorod, distrutto nel 1494 alla presa della città da parte dei Moscoviti). La Lega faticò sempre di più ad opporsi, impegnandosi in guerre dispendiose, che peraltro mettevano a dura prova la tenuta dell'alleanza fra così tante città, divise anche da interessi particolari. Nella sua ultima fase, solo Lubecca, Amburgo e Brema prendevano le decisioni in seno al Consiglio.
Lubecca forzò la Lega a combattere ancora contro la Danimarca, ottenendo dei rilevanti successi nel corso della guerra di liberazione svedese (1521 - 1523). Successivamente però il suo desiderio di imporre la propria volontà sulla sconfitta Danimarca la portò in rotta con l'alleato svedese, che intrappolò a Copenaghen una flotta anseatica e la costrinse a rinunciare alle sue ambizioni. Il predominio di Lubecca nella Lega anseatica suscitò malessere nelle altre città, che in queste guerre perdevano fondi e mettevano a rischio i rapporti con altri partner commerciali. Al termine della guerra dei trent'anni (1618 - 1648) la Svezia era diventata la potenza egemone nel Baltico, mentre in Germania le città anseatiche erano state fortemente impoverite dagli scontri e dalle spese che avevano dovuto sostenere.
La Lega anseatica rimase indietro anche sotto il profilo tecnico. Le cocche furono superate dalle caravelle. E dal punto di vista economico essa si mantenne legata alle corporazioni, che erano ormai antiquate. Emergevano invece mercanti inglesi e olandesi, mentre la Lega si mostrava incapace di gestire le lotte intestine e i cambiamenti sociopolitici che accompagnarono la Riforma protestante.
Nel 1669 a Lubecca si tenne l'ultimo Hansetag, cui, oltre a Lubecca, parteciparono solo Amburgo, Brema, Danzica, Rostock, Braunschweig, Hildesheim, Osnabrück e Colonia, tra le altre non partecipanti si ricordano Kiel, Wismar, Stralsunda, Stettino, Emden, Elbing, Danzica, Königsberg, Reval, Riga, Lippstadt, Luneburgo, Mülhausen. Formalmente la Lega anseatica non si sciolse mai, ma si ridusse ad un nucleo duro, che comprendeva solo le città di Lubecca, Amburgo e Brema, che rimasero sempre unite da una comunione di interessi economici. Ancora nel XIX secolo le tre città condividevano le rappresentanze diplomatiche e fino al 1863 esisteva a Bruges un fondaco della Lega anseatica.

### Eredità
Nel XX secolo le città tedesche continuarono a vantare la loro importante origine anseatica. Lubecca, insieme a Brema e Amburgo, si fregiava del titolo di "Libera città Anseatica" (Freie und Hansestadt).
Questo titolo fu rimosso dal Partito Nazista dopo che il Senato della città anseatica ebbe negato il permesso ad Adolf Hitler di parlare a Lubecca durante la campagna elettorale, costringendolo a tenere il proprio discorso a Bad Schwartau, un piccolo villaggio alla periferia della città; in seguito, il dittatore, per riferirsi a Lubecca, usò sempre l'espressione «quella piccola città vicino a Bad Schwartau». Va ricordato che la compagnia aerea Lufthansa si chiama così in omaggio alla Lega Anseatica (Hansa)
Nel XXI secolo le città di Deventer, Kampen, Zutphen, Lubecca, Amburgo, Brema, Rostock, Wismar, Stralsund, Greifswald e Anklam si denominano ufficialmente Città Anseatiche.Con l'allargamento a Est dell'Unione europea, nel maggio 2004, questo tipo di legame si è rafforzato e alcuni esperti parlano di resurrezione dell'Hansa.
Una testimonianza di questo retaggio storico si conserva ancora nelle targhe automobilistiche delle città tedesche che ne facevano parte. La prima lettera del nome della città è infatti preceduta dalla H di Hansestadt (Città dell'Hansa): HL (Lübeck), HH (Hamburg), HRO (Rostock), HB (Bremen).

## Le città anseatiche

### Germania
- Amburgo
- Anklam
- Aschersleben
- Berlino
- Bielefeld
- Brandeburgo sulla Havel
- Braunschweig
- Brema
- Buxtehude
- Colonia
- Coesfeld
- Demmin
- Dortmund
- Einbeck
- Emden
- Erfurt
- Francoforte sull'Oder
- Goslar
- Gottinga
- Greifswald
- Halberstadt
- Halle (Saale)
- Hameln
- Hannover
- Havelberg
- Helmstedt
- Herford
- Hildesheim
- Höxter
- Kiel
- Kyritz
- Lemgo
- Lippstadt

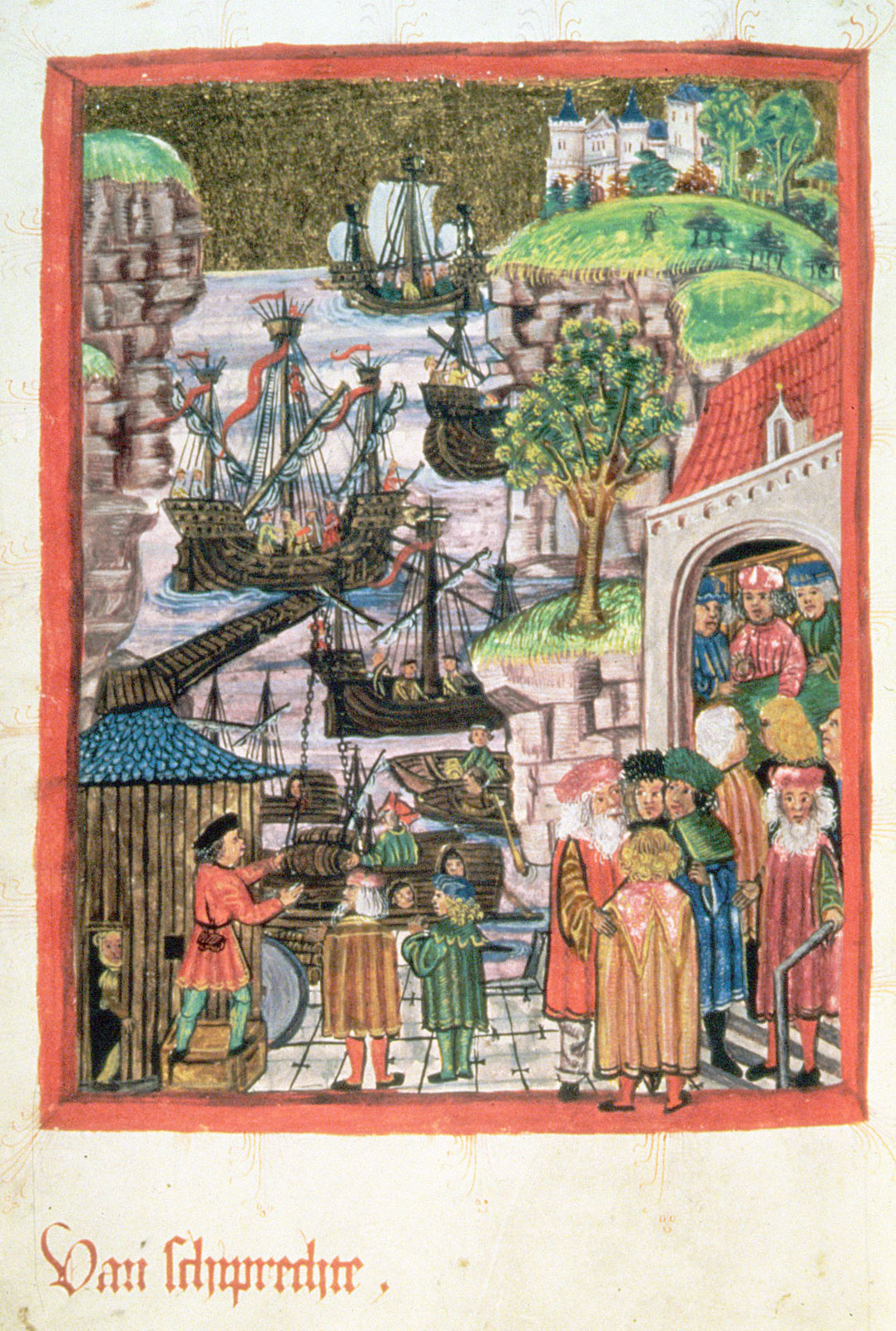
Amburgo, Baumwall (1497 circa)

- Lubecca (centro più prestigioso della lega)
- Luneburgo
- Magdeburgo
- Merseburg
- Minden
- Mühlhausen
- Münster
- Naumburg (Saale)
- Neuss
- Nordhausen
- Northeim
- Osnabrück
- Paderborn
- Prenzlau
- Pritzwalk
- Quedlinburg
- Rostock
- Salzwedel
- Schwerin
- Seehausen
- Soest
- Stade
- Stendal
- Stralsund
- Tangermünde
- Uelzen
- Warburg
- Wismar
- Wolgast

### Polonia
- Braniewo
- Breslavia
- Chełmno
- Cracovia
- Darłowo
- Danzica
- Elbląg
- Goleniów
- Kamień Pomorski
- Kołobrzeg
- Słupsk
- Stargard
- Stettino
- Toruń

### Paesi Bassi
- Amsterdam
- Arnhem
- Bolsward
- Deventer
- Groninga
- Kampen
- Harderwijk
- Roermond
- Stavoren
- Venlo
- Utrecht
- Zutphen
- Zwolle

### Belgio
- Dinant
- Liegi

### Danimarca
- Copenaghen

### Svezia
- Visby

### Estonia
- Pärnu
- Tallinn
- Tartu
- Viljandi

### Lettonia
- Cēsis
- Koknese
- Kuldīga
- Limbaži
- Riga
- Valmiera
- Ventspils

### Lituania
- Klaipėda/Memel

### Russia
- Kaliningrad/Königsberg

## Città con fondaco anseatico
Si tratta di città senza rappresentanti nella Lega Anseatica e senza responsabilità verso essa

### Polonia
- Malbork

### Gran Bretagna
- Boston
- Canterbury
- Grimsby
- Hull
- Ipswich
- Londra
- Lynn
- Great Yarmouth
- York

### Francia
- Marsiglia[14]

### Paesi Bassi
- Dordrecht

### Belgio
- Anversa
- Bruges
- Gand

### Danimarca
- Aalborg

### Norvegia
- Bergen
- Oslo
- Tønsberg

### Svezia
- Falsterbo
- Kalmar
- Malmö
- Skanör
- Stoccolma

### Estonia
- Narva

### Lettonia
- Daugavpils

### Lituania
- Kaunas
- Vilnius

### Russia
- Novgorod (fino al 1494)
- Pskov

### Bielorussia
- Polack
- Vicebsk

### Italia
- Messina[14]
- Napoli[14][15]
- Livorno[14]

### Fonti secondarie
In italiano
- D'Amato G, Viaggio nell'Hansa baltica. L'Unione europea e l'allargamento ad Est, Milano, Greco & Greco editori, 2004, ISBN 88-7980-355-7.
- Cavaciocchi S (a cura di), Ricchezza del mare, ricchezza dal mare, secc. XIII - XVIII: atti della "Trentasettesima Settimana di studi", 11 - 15 aprile 2005, 2 voll., Firenze, Le Monnier, 2006, ISBN 88-00-72238-5.

In altre lingue
- (EN) Brand H, Baltic Sea Trade: Baltic Connections, Hanse Research Center, 2006. URL consultato il 30 maggio 2015 (archiviato dall'url originale il 18 aprile 2015).
- (EN) Cowan A, Hanseatic League: Oxford Bibliographies Online Research Guide, Oxford University Press, 2010.
- (EN) Colvin ID, The Germans in England 1066-1598, The National Review, 1915.
- (EN) Dollinger P, The German Hansa, Routledge, 2000,  pp. 341-43, ISBN 978-0-415-19073-2.
- (EN) Gade JA, The Hanseatic Control of Norwegian Commerce During the Middle Ages, E.J. Brill, 1951.
- (EN) Halliday S, The First Common Market?, in History Today, vol. 59, 2009,  pp. 31-37.
- (EN) Harrison G, The Hanseatic League in Historical Interpretation, in The Historian, vol. 33, 1971,  pp. 385-397, DOI:10.1111/j.1540-6563.1971.tb01514.x.
- (EN) Israel IJ, The Dutch Republic: Its Rise, Greatness and Fall, 1477–1806, Oxford University Press, 1995.
- (EN) Magnusson L, An Economic History of Sweden, Routledge, 2000.
- (EN) Meier D, Seafarers, Merchants and Pirates in the Middle Ages, Boydell Press, 2009, ISBN 978-1-84383-5-127.
- (EN) Nash EG, The Hansa: Its History and Romance, 1929, ISBN 1-56619-867-4.
- (EN) Nedkvinte A, The German Hansa and Bergen 1100–1600, Böhlau Verlag, 2013, ISBN 9783412216825.
- (EN) Schulte Beerbühl M, Networks of the Hanseatic League, Mainz, Institute of European History, 2012. URL consultato il 24 gennaio 2012.
- (EN) Szepesi I, Reflecting the Nation: The Historiography of Hanseatic Institutions, in Waterloo Historical Review, vol. 7, 2015. URL consultato il 14 luglio 2022 (archiviato dall'url originale il 5 settembre 2017).
- (EN) Thompson JW, Economic and Social History of Europe in the Later Middle Ages (1300–1530), 1931,  pp. 146-79.
- (EN) Walford C, An Outline History of the Hanseatic League, More Particularly in Its Bearings upon English Commerce (PDF), Transactions of the Royal Historical Society, vol. 9, 1881,  pp. 82-136. URL consultato il 30 ottobre 2015.
- (EN) Wubs-Mrozewicz J e Jenks S (a cura di), The Hanse in Medieval and Early Modern Europe, Leida, Koninklijke Brill NV, 2013.
- (EN) Zimmern H, The Hansa Towns, T. Fisher Unwin, 1889.